# Beri (stato)
Lo Stato di Beri fu uno stato principesco del subcontinente indiano, avente per capitale la città di Beri.

## Storia
Lo stato di Beri venne fondato a metà del XVIII secolo dal diwan Acharju (Achharaj) Singh, un jagirdar che era figlio del diwan Mahma Rai di Karaiha dello Stato di Gwalior e che era migrato da Sandi nel Distretto di Jalaun nell'ultima metà del XVII secolo.
Beri divenne un protettorato britannico nel 1809 sotto il regno di Rao Jugal Prasad.
Raja Yadvendra Singh, ultimo regnante dello stato di Beri, siglò l'ingresso nell'Unione Indiana il 1 gennaio 1950.

## Governanti
La famiglia regnante apparteneva al clan Bundela della linea Ponwar dei Rajputs. I governanti godevano del titolo ereditario di diwan, passando poi a quello di rao e solo dopo il 1945 ottennero il titolo di Raja.

### Diwan
- c.1750                     Acharju Singh
- 17.. - c.1780              Khuman Singh                        (m. c.1780)

### Rao
- c.1780 - 1814              Jugal Prasad                        (m. 1814)
- 1814 - 1857                Phairan Singh                       (m. 1857)
- 1857 - 1862                Vishvanath Singh                    (m. 1862)
- 18 marzo 1862 - 1892         Vijay Singh                         (n. 1848 - m. 1892)
- 1892 - 1904                Raghuraj Singh                      (n. 18.. - m. 1904)
- 8 giugno 1904 - 1945         Lokendra Singh                      (n. 1891 - m. 19..) 
  - 8 giugno 1904 - 1915         .... -reggente

#### Raja
- 1945 - 1947                Yadvendra Singh                     (n. 1918 - m. 1984)